# Морозовське сільське поселення (Котельницький район)
Моро́зовське сільське поселення (рос. Морозовское сельское поселение) — адміністративна одиниця у складі Котельницького району Кіровської області Росії. Адміністративний центр поселення — село Боровка.

## Історія
Станом на 2002 рік на території сучасного поселення існували такі адміністративні одиниці:
- частина Морозовського сільського округу (село Боровка, селища Розлив, присілки Боброви, Глушкови, Мамаї, Михаліцини, Морозови, Поздяки, Рогожніки, Смірнови, Хазови)

Поселення було утворене згідно із законом Кіровської області від 7 грудня 2004 року № 284-ЗО у рамках муніципальної реформи шляхом перетворення Морозовського сільського округу.
Станом на 2002 рік селище Чорна, присілки Валови, Головешиці, Сандаки перебували у складі Морозовського сільського округу, а станом на 2004 рік вони перебували у складі Покровського сільського поселення.

## Населення
Населення поселення становить 671 особа (2017; 716 у 2016, 733 у 2015, 769 у 2014, 790 у 2013, 802 у 2012, 816 у 2010, 1172 у 2002).

## Склад
До складу поселення входять 11 населених пунктів:
| Населений пункт      | Населення, осіб (2002) | Населення, осіб (2010) |
| -------------------- | ---------------------- | ---------------------- |
| Боброви, присілок    | 5                      | 2                      |
| Боровка, село        | 735                    | 565                    |
| Глушкови, присілок   | 25                     | 11                     |
| Мамаї, присілок      | 35                     | 8                      |
| Міхаліцини, присілок | 0                      | 0                      |
| Морозови, присілок   | 90                     | 59                     |
| Поздяки, присілок    | 2                      | 0                      |
| Рогожники, присілок  | 0                      | 2                      |
| Розлив, селище       | 263                    | 165                    |
| Смирнови, присілок   | 8                      | 4                      |
| Хазови, присілок     | 9                      | 0                      |